# 中国西南古纳西王国
《中国西南古纳西王国》（英語：The Ancient Na-khi Kingdom of Southwest China），美籍奥地利探险家、植物学家、地理学家和语言学家约瑟夫·洛克所著。是他通过从1922年到1946年对中国西部考察研究而写成的力作。本书1947年出版。叙述了云南西北部、西康、西藏和四川西南部的纳西族人所居住地区的自然环境和人文风情。主要内容是丽江的历史和地理，以及其周边的维西、德钦、永宁、木里和盐源的情况。